# يان رأس
يان رأس (بالهولندية: Jan Ras)‏ هو لاعب كرة قدم هولندي في مركز الوسط، ولد في 28 يناير 1999 في أورك في هولندا. لعب مع نادي هيرنفين.

## وصلات خارجية
- يان رأس على موقع قاعدة بيانات كرة القدم.إي يو (الإنجليزية)
- يان رأس على موقع Soccerway.com (الإنجليزية)